# Михайловка (Шаргородский район)
Миха́йловка (укр. Михайлівка, пол. Michałówka, Michajłówka) — село в Мурафской сельской общине Жмеринского района Винницкой области Украины.
Код КОАТУУ — 0525385301. Население по переписи 2001 года составляет 1888 человек. Почтовый индекс — 23523. Телефонный код — 4344.
Занимает площадь 23,6 км².

## Религия
В селе действует Свято-Михайловский храм Шаргородского благочиния Могилёв-Подольской епархии Украинской православной церкви.

## Адрес местного совета
23523, Винницкая область, Шаргородский р-н, с. Михайловка, ул. Ленина, 42